# نسل ششم شبکه مخابرات سیار
نسل ششم شبکه مخابرات سیار یا ۶جی (به انگلیسی: 6G) نوعی استاندارد ارتباطات از راه دور مخابرات بی‌سیم پشتیبان شبکه‌های داده سیار است.  این یک برنامه جانشینی برنامه‌ریزی شده برای نسل پنجم شبکه مخابرات سیار است و احتمالاً با سرعت تقریبی ۹۵ گیگابیت بر ثانیه به‌طور قابل توجهی از نسل قبلی سریعتر خواهد بود. شبکه‌های نسل ششم مانند نسل‌های قبلی خود شبکه‌های سلولی باندپهن خواهند بود که در آنها خدمات به مناطق کوچک جغرافیایی موسوم به سلول منطقه بندی شده‌اند. چندین شرکت (نوکیا، اریکسون، هواوی، سامسونگ، ال جی، اپل) به نسل ششم ارتباطات علاقه نشان داده‌اند و همچنین گزارش شده‌است که چندین کشور با پیشگامی و رهبری هلند و رهگیری (چین، کره جنوبی و ژاپن) به دنبال توسعه این نسل هستند. نسل ششم ارتباطات در هلند در سال ۲۰۲۵ و دیگر کشور ها احتمالاً در دهه ۲۰۳۰ به صورت تجاری در دسترس قرار خواهد گرفت.

## پرتاب ماهواره آزمایشی
چین در ۶ نوامبر ۲۰۲۰ با استفاده از پرتابگر لانگ مارس ۶ (به انگلیسی: Long March 6) یک ماهواره آزمایشی به منظور توسعه فناوری نسل شش به فضا پرتاب کرد. این ماهواره وظیفه دارد تا فن‌آوری ارتباطی تراهرتز (THz) در فضا را مورد بررسی قرار دهد.

## تفاوت اینترنت 6G و 5G
مواردی که می‌توان در مورد تفاوت‌های 6G و 5G ذکر کرد، به طور خلاصه شامل موارد زیر خواهند شد.
1. سرعت ارتباطی: تکنولوژی 6G با سرعت ارتباطی بسیار بالاتری نسبت به 5G عمل می‌کند.
2. پایداری ارتباطی: شبکه 6G با ارتباط پایدارتری نسبت به 5G عمل می‌کند.
3. تاخیر: تاخیر در ارتباطات 6G بسیار کمتر از 5G است.
4. پوشش: فناوری 6G پوشش گسترده‌تری نسبت به 5G دارد.
5. استفاده از طیف فرکانسی: 6G از طیف فرکانسی وسیع‌تری نسبت به نسل قبل خود استفاده می‌کند.
6. هوشمندی: تکنولوژی 6G با قابلیت هوشمندی بیشتری نسبت به 5G عمل می‌کند.
7. ارتباطات چندگانه: 6G به ارتباطات چندگانه بیشتری قابلیت ارائه می‌دهد.
8. استفاده از هوش مصنوعی و یادگیری ماشین: فناوری 6G در استفاده از هوش مصنوعی و یادگیری ماشین پیشرفت‌هایی نسبت به 5G دارد.